# HMS Warrior (R31)
HMS Warrior (R31) là một tàu sân bay thuộc lớp Colossus của Hải quân Hoàng gia Anh. Được hoàn thành và đưa ra hoạt động khi Chiến tranh Thế giới thứ hai sắp kết thúc, nó đã phục vụ trong Hải quân Hoàng gia Canada từ năm 1946 đến năm 1948, cùng với Hải quân Anh từ năm 1948 đến năm 1958, và cùng với Hải quân Argentina từ năm 1959 đến năm 1969 dưới tên gọi ARA Independencia (V-1). Nó được cho ngừng hoạt động vào năm 1970 và bị tháo dỡ vào năm 1971.

## Thiết kế và chế tạo
Warrior được đặt lườn vào ngày 12 tháng 12 năm 1942 bởi hãng đóng tàu Harland and Wolff tại Belfast. Ban đầu nó được đặt tên là HMS Brave; và do Hải quân Hoàng gia Anh dự định đưa nó ra phục vụ tại Ấn Độ Dương trong Thế Chiến II, nó đã được chế tạo mà không được trang bị các bộ sưởi ấm cho một số thiết bị trên tàu, vì chúng không cần thiết khi hoạt động trong thời tiết nhiệt đới. Nó được hạ thủy vào ngày 20 tháng 5 năm 1944 và hoàn tất vào ngày 24 tháng 1 năm 1946.

## Lịch sử hoạt động

### Phục vụ cùng Hải quân Hoàng gia Canada
Sau khi hoàn tất, nó được chuyển cho Hải quân Hoàng gia Canada và được đưa ra hoạt động như là chiếc HMCS Warrior. Nó tiến vào cảng Halifax vào ngày 31 tháng 3 năm 1946, một tuần lễ sau khi rời cảng Portsmouth. Nó được hộ tống bởi chiếc tàu khu trục Micmac và tàu quét mìn Middlesex. Hải quân Canada chịu đựng những vấn đề do thiết bị không được sưởi ấm khi hoạt động tại vùng biển lạnh Bắc Đại Tây Dương ngoài khơi bờ Đông Canada vào năm 1947. Hải quân Canada cho rằng chiếc tàu chiến không phù hợp cho phục vụ và đã thu xếp cùng với Hải quân Hoàng gia Anh để trao đổi cho một tàu sân bay phù hợp hơn thuộc lớp Majestic đang được đưa vào hoạt động, vốn sẽ trở thành chiếc Magnificent, hơn là tái trang bị cho nó các thiết bị sưởi ấm.

### Phục vụ cùng Hải quân Hoàng gia Anh
HMCS Warrior được trả trở về Anh Quốc và được cho tái hoạt động như là chiếc HMS Warrior (R31) vào ngày 23 tháng 3 năm 1948. Sau đó Warrior được đại tu tại Devonport, được trang bị sàn đáp co giãn với những lớp cao su để thử nghiệm khả năng tiếp nhận kiểu máy bay không có càng đáp; kiểu máy bay Sea Vampire đã được sử dụng trong thử nghiệm và đã thành công, nhưng lại không được đưa ra hoạt động.
Nó được đưa về lực lượng dự bị vào tháng 9 năm 1949; nhưng không lâu sau lại được đưa ra tái hoạt động vào tháng 6 năm 1950 như một tàu vận chuyển binh lính và máy bay nhằm hỗ trợ cho lực lượng Anh trong Chiến tranh Triều Tiên. Con tàu được tái trang bị trong giai đoạn 1952 và 1953 tại ụ tàu Devonport, và sau một giai đoạn quay trở lại phục vụ ngắn, lại được cho tái trang bị vào ngày 14 tháng 12 năm 1954. Lần này, Warrior được nhận một sàn đáp chéo góc đôi chút để thử nghiệm. Nó từng tham gia chiến dịch Grapple, cuộc thử nghiệm bom khinh khí đầu tiên của Anh, khi chở theo những máy bay trực thăng và Grumman Avenger AS.4 thể thu thập các mẫu vật trong cuộc thử nghiệm và chở về để thí nghiệm. Sau khi chiến dịch hoàn tất, những chiếc Avenger được phóng bỏ xuống biển do đã nhiễm phóng xạ nặng. Được xem là dư thừa so với nhu cầu vào cuối những năm 1950, Hải quân Hoàng gia cho ngừng hoạt động chiếc Warrior vào tháng 2 năm 1958 và rao bán nó. Chuyến đi trở về sau chiến dịch Grapple đã ngang qua Argentina, với các cuộc ghé thăm các cảng và phô diễn nó trước Hải quân Argentine, đối tượng mà Bộ Hải quân muốn bán nó.

### Phục vụ cùng Hải quân Argentina

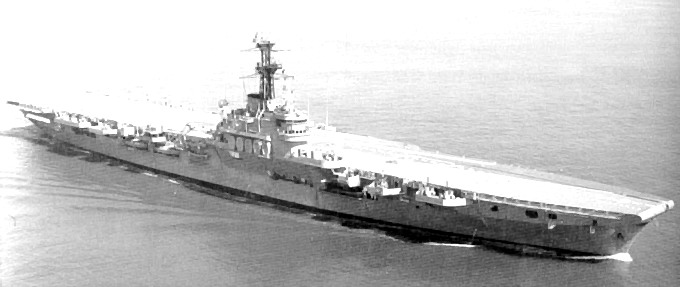
Tàu sân bay ARA Independencia

Chiếc tàu sân bay được bán cho Argentina vào năm 1958 và được đặt lại tên là ARA Independencia (V-1). Không lực Hải quân Argentine bắt đầu thực hiện các hoạt động trên chiếc Independencia từ tháng 6 năm 1959 ngay trước khi con tàu được chính thức đưa ra hoạt động trong hạm đội. Lực lượng không quân phối thuộc cho nó trong những năm đó bao gồm F4U Corsair, SNJ-5C Texan và Grumman S2F-1 (S-2A) Tracker. Hải quân Argentina cũng sở hữu những chiếc máy bay phản lực F9F Panther và F9F Cougar nhưng Independencia không thích hợp cho chúng hoạt động. Chúng từng được chất lên tàu trong hành trình chuyển giao chúng từ Hoa Kỳ đến Argentina.
Sau khi chiếc tàu sân bay ARA Veinticinco de Mayo (V-2) được đưa ra hoạt động vào năm 1969, Independencia được chuyển về lực lượng dự bị vào năm 1970 và được bán để tháo dỡ vào năm 1971.